# Josef Hora
Josef Hora (n. 8 iulie 1891 - d. 21 iunie 1945) a fost un poet ceh.
A scris o lirică neoromantică și impresionistă de inspirație socială.
I s-a acordat postum titlul de Artist național.

## Scrieri
- 1920: Ziua de muncă ("Pracující den")
- 1922: Inima și tumultul lumii ("Srdce a vřava světa")
- 1923: Primăvara furtunoasă ("Bouřlivé jaro")
- 1927: Strune în vânt ("Struny ve větru")
- 1934: Două minute de tăcere ("Dvě minuty ticha").

1. ↑  BillionGraves
2. 1 2 3  Czech National Authority Database, accesat în 1 martie 2022
3. ↑  Čestný titul národní umělec (PDF) (în cehă), 17 ianuarie 2015, accesat în 27 octombrie 2022